# Suppression of Communism Act

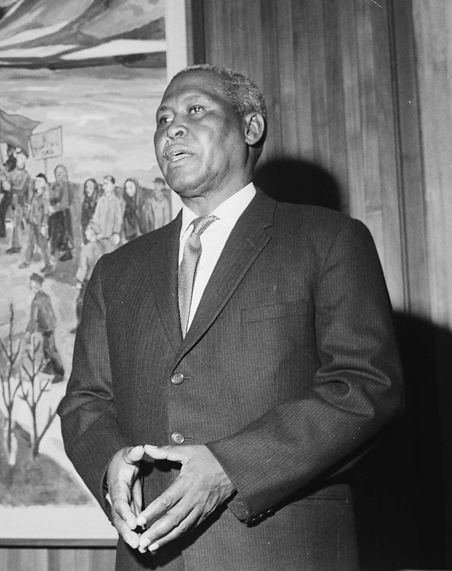
Albert John Luthuli, der trotz seines friedlichen Engagements nach diesem Gesetz gebannt wurde, erhielt 1960 den Friedensnobelpreis und nahm ihn 1961 in Oslo in Empfang.

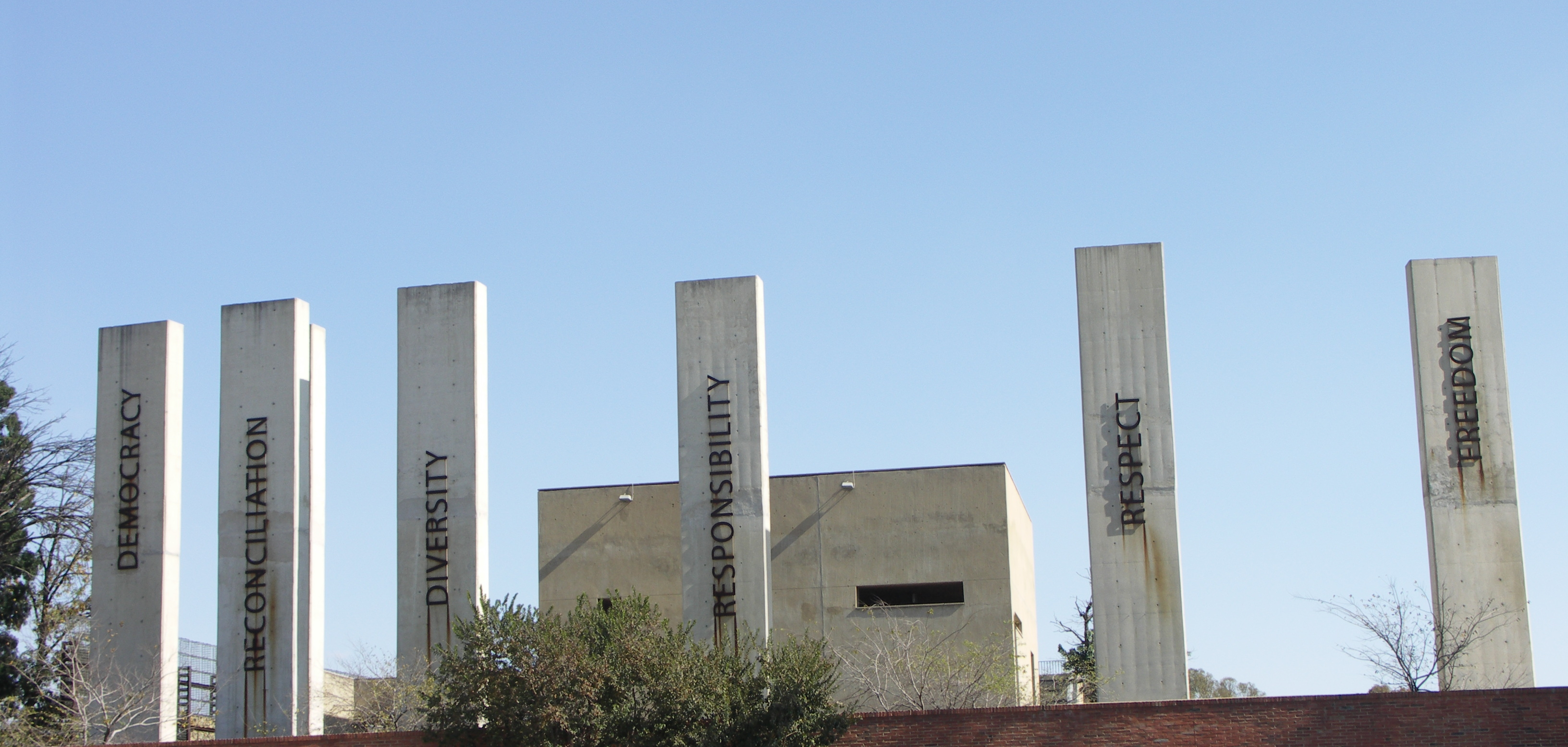
Gedenkstelen am Apartheid Museum in Johannesburg

Der Suppression of Communism Act, Act No. 44 / 1950 (Afrikaans: Wet op die Onderdrukking van Kommunisme; deutsch etwa: „Gesetz zur Unterdrückung des Kommunismus“) war ein Gesetz in Südafrika, das am 26. Juni 1950 vom Parlament beschlossen wurde und am 17. Juli desselben Jahres in Kraft trat. Das Gesetz ermöglichte umfassende Beschränkungs- und Verbotsmaßnahmen gegen als kommunistisch eingestufte Organisationen, Personen und Aktivitäten. Der Begriff Kommunismus wurde sehr weitläufig definiert, richtete sich gegen jegliche kritischen und oppositionellen Haltungen im Apartheidssystem, sogar auf Personen mit klar antikommunistischen Positionen und diente zur Schaffung politischer Straftatbestände sowie der allgemeinen Kriminalisierung des Widerstandes gegen die Apartheid. Viele seiner Bestimmungen wurden 1976 vom Internal Security Amendment Act (Act No. 79 / 1976) unverändert oder modifiziert aufgegriffen. Dabei nahm man eine rückwirkende Umbenennung vor. Dem Suppression of Communism Act und seinem Folgegesetz, dem Internal Security Act von 1982, kommen eine Schlüsselstellung bei der Verschärfung der damaligen innenpolitische Lage im Land zu.

## Ausgangssituation
Die von der National Party gestellte Regierung sah sich wegen ihrer Apartheidspolitik einer wachsenden kritischen Haltung in allen Bevölkerungsschichten Südafrikas gegenüber. In besonderer Härte trafen die bereits erlassenen Apartheids-Gesetze (Apartheid Legislation Acts) mit den von ihnen verursachten Einschränkungen im öffentlichen und privaten Leben die schwarze Bevölkerung sowie die farbigen und indischstämmigen Einwohner. Aus deren Kreis war der zivile Widerstand besonders deutlich spürbar. Zu nennen sind aber auch Menschenrechtsaktivisten aus der weißen Bevölkerung. Hierzu zählten Juristen und im kirchlichen Leben Südafrikas aktive Personen.

## Zweck und Ziele
Hinter diesem Gesetz standen zwei Absichten. Das vordergründige Ziel bestand darin, die Südafrikanische Kommunistische Partei und alle mit ihr im Zusammenhang stehenden Aktivitäten zur unrechtmäßigen Organisation und Betätigung zu erklären. Daneben zielte das Gesetz auf ein Verbot von periodischen und anderen Publikationen sowie auf ein Verbot „kommunistischer“ Aktivitäten und auf Vorkehrungen vor „anderen nebensächlichen Angelegenheiten“ ab.
Das andere und viel weitgreifendere Ziel ergab sich aus dem in Section 1, Absatz 1, Buchstabe (ii) umfangreich definierten Kommunismus-Begriff. Demnach sollte jede Aktivität, die von der Regierung nicht erwünscht war, vom Gesetz gedeckt werden. Der Tatbestand des Kommunismus war gegeben, wenn das Justizministerium in einer Handlung folgende Grundlagen zu erkennen behauptete:
- der Doktrin des Marxschen Sozialismus oder seiner Weiterentwicklung von Lenin oder Trotzki;
- der Doktrin der III. Kommunistischen Internationale (Komintern);
- der Doktrin des Kommunistischen Informationsbüros (Kominform);
- damit verbundene Auffassungen oder Meinungen auf der Basis dieser Doktrin vorlagen, die in der Union entwickelt oder vertreten werden, um die fundamentalen Prinzipien dieser Doktrin oder Teilen von ihr sowie jede Doktrin oder Schemata verfolgt werden …
  - (a) welche beabsichtigen, ein despotisches Staatssystem auf der Basis der Diktatur des Proletariats unter Anerkennung einer politischen Organisation zu errichten und alle anderen Organisationen zu unterdrücken oder zu beseitigen;
  - (b) welche beabsichtigen, über einen politischen, industriellen, sozialen und ökonomischen Wandel mit Unterstützung von Unruhen oder Unrecht, mit unrechtmäßigen Handlungen oder Unterlassungen … zu erbringen;
  - (c) welche beabsichtigen, über einen politischen, industriellen, sozialen und ökonomischen Wandel gemäß Richtlinien von oder unter Leitung oder in Kooperation mit jeder ausländischen Regierung oder jede ausländische bzw. internationale Institution, deren Zweck oder einer ihrer Zwecke es ist, die Etablierung jedes politischen, industriellen, sozialen oder ökonomischen Systems, das mit einem System eines anderen Landes identisch ist, wie es im Absatz (a) beschrieben ist oder;
  - (d) welche die Ermutigung von feindlichen Gefühlen zwischen der europäischen und den nichteuropäischen Rassen in der Union beabsichtigen und weitere Leistungen, die auf Ziele hinweisen wie sie in Absatz (a) oder (b) beschrieben sind.

In weiteren Sectionen (Paragraphen) wird allgemein von unlawful organization, also von unrechtmäßigen Organisationen gesprochen. Die Definition als etablierte oder informelle Gruppierung geht aus Section 1, Absatz 1, Buchstabe (xvii) hervor. Daraus wird die Möglichkeit zu bewusst unscharfer Anwendung erkennbar. Versammlungen wurden als eine Zusammenkunft mit „jedweder Personenzahl“ definiert.
Als Publikationen im Sinne des Gesetzes wurden nicht nur Bücher, sondern auch Zeitungen, Magazine, Broschüren oder Denkschriften, Flugblätter und Plakate angesehen. Das Verbot konnte sich auch auf das Zitieren einer gebannten Person erstrecken. Damit griff man massiv in das Prinzip der Meinungsfreiheit ein und versuchte die kritische Auseinandersetzung mit der praktizierten Politik zu ersticken.
Nach Section 18 des Gesetzes traten seine Bestimmungen auch auf dem Territorium des damaligen Südwestafrika in Kraft. Das Gebiet von Südafrika und des heutigen Namibia, als dessen Geltungsbereich, wird im Gesetzestext als „Union“ bezeichnet.

## Anwendung und Auswirkungen
Die Ausübung der nach diesem Gesetz möglichen Rechtsakte oblag in oberster Instanz dem Governor-General Südafrikas und in fachlicher Zuständigkeit dem Ministerium für Justiz.
Die Südafrikanische Regierung wandte die im Gesetz beschriebenen Vollmachten auf jede Organisation oder Person an, die sich gegen das Apartheidssystem engagierten. Zur Vollstreckung der angeordneten Maßnahmen wurde ein Regierungsbeamter eingesetzt. Je nach Aufgabenstellung nannte man ihn officer oder liquidator.
Der bekannte Rivonia-Prozess wurde auf der Grundlage dieses Gesetzes und dem Sabotage Act General Laws Amendment Act (Act No. 76 / 1962) geführt.

### Verbot der KP Südafrikas
Einer der ersten Verfügungen nach Inkrafttreten des Gesetzes war die Erklärung der Südafrikanischen Kommunistischen Partei (South African Communist Party) zur unrechtmäßigen Organisation (unlawful organization). Auf Grund dieses Verbots verlegte sie ihre Tätigkeit in den Untergrund. Die Partei blieb bis 1990 verboten.

### Bannung
Eine aus diesem Gesetz abgeleitete besondere Sanktionsform war die Bannung. Damit wurden umfassende Verbote und Auflagen gegen Organisationen und Einzelpersonen erlassen. Es ergaben sich daraus für den Betroffenen erhebliche Einschränkungen im beruflichen, politischen und persönlichen Leben. Oft war mit dieser Anordnung ein Publikationsverbot und Hausarrest verbunden. In der Folge führte die Regelung oft zur Zerstörung beruflicher und gesellschaftlicher Existenzen. Ohne Rücksicht auf grundlegende Menschenrechte verfügte die Regierung Einschränkungen der menschlichen Kommunikation und eine scharfe tägliche Meldepflicht bei Dienststellen der South African Police. Diese Maßnahmen ergingen ohne richterlichen Beschluss und ohne vorherige Anhörung der Betroffenen.
Die mit dem Suppression of Communism Act verbundene Willkürlichkeit aller Festlegungen durch den ermächtigten Minister erstreckten sich sogar auf Handlungen im Bereich der ärztlichen Beistandspflicht. Mit einer individuellen Zusatzbestimmung (1978) zum Bannbefehl (1977) gegen Mamphela Ramphele wurde der Ärztin verboten, in zwei Außenstellen eines Krankenhauses in Nordtransvaal Patienten zu behandeln.
Im Zeitraum von 1950 bis 1978 wurde gegen 1400 Personen eine Bannung angewandt. Im Jahr 1979 standen 152 Personen unter dem Bann. Der Zeitraum dieser umfassenden Beschränkungen lag bei zwei Jahren und konnte auf maximal fünf Jahre erweitert werden. Vorzugsweise richtete sich diese Maßnahme gegen Intellektuelle und Führungskräfte relevanter Organisationen.
Schließlich gab es Institutionen, die von einer Bannung betroffen waren. Beispiele dafür sind das Christian Institute of Southern Africa, das im Oktober 1977 diese Verfügung erhielt, und der 1966 vom Justizminister Balthazar Johannes Vorster gebannte International Defence and Aid Fund for Southern Africa.
Im Rahmen der 1952 vom African National Congress (ANC) und South African Indian Congress (SAIC) geführten Defiance Campaign kam es zu massenhaften öffentlichen Demonstrationen im Geiste von Mahatma Gandhi. Trotz der friedlichen Massenproteste setzte die südafrikanische Regierung den Suppression of Communism Act unnachsichtig gegen die wichtigsten Akteure ein.
Personen, die in besonderer Weise von der Bannung betroffen waren, sind beispielsweise Fatima Meer, Lilian Ngoyi, Albert John Luthuli, Steve Biko, Nyameko Barney Pityana, Ian Robertson (ehemaliger Präsident der National Union of South African Students) und Donald Woods. Für einige dieser Fälle veranlasste der frühere Justizminister (1961 bis 1966) Balthazar Johannes Vorster die Bannungsanordnung.
Die entsprechenden Regelungen wurden in Section 10 getroffen. Auf dessen Grundlage wird dem Justizminister ein umfassendes Recht zur Einschränkung aller persönlichen Freiheiten eingeräumt. Die Bannung geht auf Regelungen des älteren Riotous Assemblies Act von 1929 zurück.
In Section 11 werden die mit Strafe bedrohten Handlungen aufgelistet. Es sind Geldstrafen und Freiheitsstrafen bis zu zehn Jahren aufgeführt.

### Internationale Wahrnehmung
Die auf der Grundlage dieses und weiterer Apartheidgesetze ausgeübte Repression wurde im internationalen Rahmen von zahlreichen nichtstaatlichen Organisationen wie Amnesty International sowie durch die Vereinten Nationen beobachtet und verurteilt. Besonders die Bannung von tatsächlich gewaltfrei arbeitenden Organisationen und nach rechtsstaatlichen Maßstäben handelnden Juristen lag im Beobachtungsfeld der internationalen Öffentlichkeit.

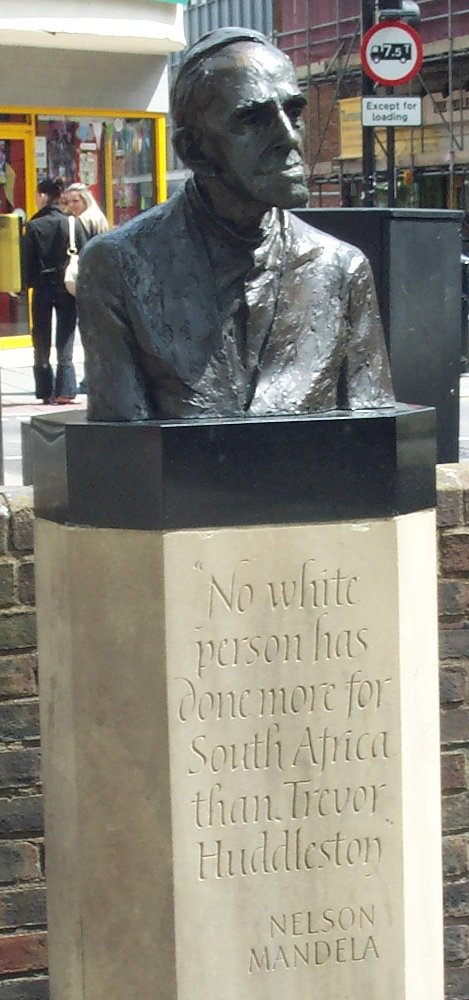
Bronzebüste Trevor Huddlestons mit Mandela-Zitat im englischen Bedford

Der Jurist Joel Carlson war in vielen Fällen als Verteidiger in politischen Prozessen und in deren Vorfeld aktiv. Diese Tätigkeit leistete er als Beobachter Südafrikas durch die International Commission of Jurists (Genf). Als Prozessvertreter von Häftlingen dokumentierte er unzählige Handlungen des Apartheidssystems, vor allem die Foltermethoden der Sicherheitsbehörden. Sein engagiertes Auftreten führte zum Entzug seines Reisepasses im Rahmen einer gegen ihn gerichteten Bannungsverfügung. Er musste 1970 aus Südafrika flüchten.
Zu den von diesem Gesetz betroffenen Personen zählten auch führende Vertreter der südafrikanischen Kirchen, beispielsweise Trevor Huddleston, der später in Großbritannien eine Antiapartheidsorganisation leitete.
Die internationale Aufmerksamkeit richtete sich nicht nur auf die Verteidigung, sondern auch auf die Beobachtung der Verfahrensabläufe. Innerhalb von Gerichtsprozessen auf der Grundlage von diesem und anderen Gesetzen hatte jeder südafrikanische Minister seit 1969 auf der Grundlage des Begleitgesetzes General Law Amendment Act (Act 101 / 1969) die Befugnis, Zeugenaussagen und die Verwendung von Dokumenten in den Verfahren (legalisierte Urkundenunterdrückung) zu verhindern, wenn er dies mit „Interessen des Staates“ und der „Gefährdung der öffentlichen Sicherheit“ begründete. Dafür gab es keine Revisionsmöglichkeit.
Ein bekannter Fall für die Bannung von Organisationen ist das damit verfügte Tätigkeitsverbot der 1956 gegründeten südafrikanischen Gefangenenhilfsorganisation South African Defence and Aid Found (am 18. März 1966 gebannt), die sich im In- und Ausland um Hilfsgelder für die Verteidigung von politischen Gefangenen und Folteropfern sowie für deren Angehörige zur Minderung der oft auftretenden Notsituationen betätigte. Die Spenden kamen aus Australien, Dänemark, Großbritannien, den Niederlanden, Norwegen, Schweden und den USA (Africa Fund of the American Committee on Africa), wo sie für ihre Zwecke Tochterorganisationen unterhielt. In diesem Fall waren keine subversiven Aktivitäten vorhanden und auch nicht erwiesen worden. Allerdings finanzierte sie mehrere Bücher und Filme über die Repression des Systems. Dieses prominente Beispiel belegt, dass der Vorwurf des Kommunismus ein Vorwand war.

### Südwestafrika
Im von Südafrika besetzten Südwestafrika (heute Namibia) fand das Gesetz in gleicher Weise seine willkürliche Anwendung. In Südwestafrika entflammten in den Jahren 1952 und 1953 drei große Streiks, weil mittels des Einsatzes von Leiharbeitern versucht wurde, die bestehende Belegschaft in den Bergwerken zu verdrängen. Deshalb ging man mit Hilfe des Suppression of Communism Act gegen streikende Arbeiter und Gewerkschaftsmitglieder vor. Einige von ihnen wurden in Haft genommen, in der Folge unterdrückte man die Betätigung der Gewerkschaftsbewegung.

## Ergänzende Rechtsvorschriften
Der Suppression of Communism Act wurde in seinen Zielen durch weitere Gesetzesvorschriften flankiert, ergänzt und modifiziert. Die bedeutendsten davon sind:
- Suppression of Communism Amendment Act (Act No. 50 / 1951) und weitere Änderungsgesetze (No. 97 / 1965, No. 8 / 1966, No. 24 / 1967 und No. 2 / 1972)
- Riotous Assemblies and Suppression of Communism Amendment Act (Act No. 15 / 1954, auch „Riotous Assemblies & Criminal Laws Amendment Act“)
- Riotous Assemblies Act (Act No. 17 / 1956)
- Unlawful Organizations Act (Act No. 34 / 1960)[20]
- General Laws Amendment Act 1962 (Act No. 76 / 1962), novellierte mehrere politische Sicherheitsgesetze[21]
- General Laws Amendment Act 1963 (Act No. 37 / 1963)
- General Laws Amendment Act 1967 („Terrorism Act“) (Act No. 83 / 1967)
- Prohibition of Political Interference Act (Act No. 51 / 1968)[22]
- Gatherings and Demonstrations in the Vicinity of Parliament Act (Act No. 52 / 1973)
- Internal Security Amendment Act (Act No. 79 / 1976).

Die Verfolgung von Personen und Organisationen, die keinesfalls mit kommunistischen Organisationen oder Personen kooperierten, brachte dem Land mehrfach internationale Kritik und erhebliche Sanktionen ein. Um die repressive Innenpolitik trotzdem nach den Vorstellungen der Apartheidsdoktrin fortsetzen zu können, wurde an einer verschleiernden Gesetzesnovelle gearbeitet. Mit dem Internal Security Amendment Act, Act No. 79 / 1976 (ab 16. Juni 1976 in Kraft), als principal Act bezeichnet, überarbeitete man die bisherige Gesetzgebung auf diesem Sektor in wesentlichen Punkten. Im parlamentarischen Beratungsprozess lag seine Entwurfsfassung mit dem Titel Promotion of State Security Bill vor, der dann auf Vorschlag eines Senatsmitgliedes von der National Party und mit Billigung des damaligen Justizministers in Internal Security Amendment Bill verändert wurde. Im Verlauf dieser Gesetzgebung benannte man den Suppression of Communism Act rückwirkend in Internal Security Act (fortan als Internal Security Act, Act No 44 of 1950 bezeichnet) um. Es wird angenommen, dass diese Änderung eine Reaktion auf die über viele Jahre anhaltende internationale Kritik an der politischen Verfolgung von Personen darstellte.
Aus den weiteren Aktivitäten der Regierung entstand 1982 eine dem Anliegen des Suppression of Communism Act entsprechende Rechtsvorschrift mit dem Namen Internal Security Act (Act No 74 / 1982).

## Weiterführende Literatur
- South Africa. Parliament. House of Assembly. Select Committee on Suppression of Communism Act Enquiry: Report of the Select Committee on Suppression of Communism Act Enquiry / Union of South Africa. Cape Town (Cape Times Limited) 1952.
- Corrie Gerald Haines: The United Nations Challenge to Racial Discrimination in South Africa 1946-1950. In: African Studies, Volume 60 (2001), Heft 2, S. 185–204.
- Robert Pincus: Apartheid legislation. the Suppression of Communism Act. In: Columbia Journal of Transnational Law. (New York) Vol. 5 (1966), no. 2, S. 281–297.